# Stade El Toralín
Le Stade El Toralín (en espagnol, Estadio El Toralín) est un stade de football situé à Ponferrada (province de León, Espagne). Il est inauguré le 5 septembre 2000 et peut accueillir 8 432 spectateurs.
C'est dans ce stade que la Sociedad Deportiva Ponferradina joue ses matches.